# Josef August Schultes
Josef (ou Joseph) August Schultes  (Viena, 15 de abril de 1773 – Landshut, 21 de abril de 1831) foi um naturalista e médico austríaco.

## Biografia
Josef August Schultes foi doutor em Medicina,  professor de Zoologia, de Botânica e de Mineralogia no  Theresianum de Viena a partir de 1805, depois, a partir do ano seguinte, professor de Química e de Botânica na Universidade de Cracóvia. 
A partir de 1808, ensinou História natural e Química na Universidade de Innsbruck. No ano seguinte, ensinou História Natural e Botânica Universidade de Landshut e dirigiu também a Escola de Cirurgia. 
Josef August Schultes é o pai do botânico Julius H. Schultes (1804-1840). Participou, com Johann J. Roemer (1763-1819) e seus filhos na realização da sétima edição do Systema Vegetabilium.

## Obras
- Oestreichs Flora. 1794.
- Reisen durch Oberösterreich in den Jahren 1794, 1795, 1802, 1803, 1804 und 1808. 1809.
- Baierns Flora. 1811.
- Grundriß einer Geschichte und Literatur der Botanik. 1817.
- Observationes botanicae …. 1809.
- Mantissa … systematis vegetabilium Caroli a Linné …. 1822–1824 (Bd. 1–2).
- zusammen mit seinem Sohn Julius Hermann Schultes: Mantissa … systematis vegetabilium Caroli a Linné …. 1827 (Bd. 3).